# Doctrina de la destrucció mútua assegurada
La doctrina de la destrucció mútua assegurada (en anglès mutual assured destruction o MAD, sigles que formen la paraula "boig" en anglès, intencionada coincidència), també coneguda com a "1+1=0" és la doctrina concebuda per John von Neumann per descriure una situació en la qual l'ús d'armament nuclear per qualsevol de dos bàndols oposats podria resultar en la completa destrucció d'ambdós (atacant i defensor). És una conseqüència de la teoria de la dissuasió, exemplificada en l'escalada militar durant la guerra freda (1948-1991).

## Fonament de la teoria
La doctrina suposa que cada bàndol posseïx suficient armament per a destruir el seu oponent i que qualsevol dels bàndols, en cas de ser atacat per qualsevol raó pel bàndol oposat, respondria a l'atac amb la mateixa o major força. El resultat esperat és una escalada instantània on cada bàndol obtingui la destrucció total i assegurada de l'enemic. La doctrina suposa a més que l'armament nuclear dels estats es troba disseminat per tot el món (en submarins, avions, etc.), per la qual cosa la idea de llançar un primer atac devastador sobre la totalitat de l'armament atòmic d'un país per a neutralitzar un eventual contraatac igual de devastador resulta impossible.
Va ser la resposta als postulats segons els quals un primer atac emprant bombarders i posteriorment submarins nuclears podia inutilitzar totes o la major part de les armes nuclears enemigues.
Assumint que cap dels bàndols seria prou forassenyat com per a arriscar la seva pròpia destrucció, cap dels bàndols s'atreviria a llançar un primer atac, sota el temor que l'altre ataqués en resposta. L'avantatge d'aquesta doctrina és una pau estable encara que d'elevada tensió.
La principal aplicació d'aquesta doctrina va tenir lloc durant la Guerra Freda (anys 1950 a 1990) entre els Estats Units i la Unió de Repúbliques Socialistes Soviètiques. Cal destacar que els postulats de la teoria només són aplicables a Estats Nació, institucions que no accepten com escenari possible l'autodestrucció, encara que aquesta impliqui la de l'adversari. L'aplicació de les idees de la Destrucció Mútua Assegurada entre executors diferents en escenaris diversos (com poden ser les accions de soldats o grups terroristes disposats a morir com màrtirs en atacar els seus enemics, per exemple una nació, en la seva accepció política) no s'ha estudiat en profunditat.